# Mesolobus
Mesolobus is een geslacht van uitgestorven brachiopoden, dat voorkwam in het Laat-Carboon. 

## Beschrijving
Deze 7,5 millimeter lange articulate brachiopode kenmerkt zich door een brede, rechte slotrand en een halfrond oppervlak en een profiel, dat is ingedrukt. De armklep bevat een diepe plooi. De schelp is bezet met zeer fijne ribben.

## Soorten
- M. inflata † Liang 1990
- M. mesoplicus † Lee & Su 1980
- M. plicatiformis † Lee 1962
- M. striatus † Weller & McGehee 1933